# Ludwig Ackermann
Ludwig Ackermann (* 29. Dezember 1826 in Röllbach; † nach 1891) war ein fränkischer Landwirt, Bäcker und Abgeordneter im Bayerischen Landtag.

## Werdegang
Ackermann war Landwirt und Bäcker im unterfränkischen Röllbach. Entschieden katholisch geprägt zog er bei der Landtagswahl 1881 als Kandidat der Patriotenpartei im Wahlkreis Miltenberg in die Kammer der Abgeordneten des Bayerischen Landtags ein, dem er bis 1892 angehörte.